# Inge Brück
Inge Brück (Mannheim, Baden-Wurtemberg; 12 de octubre de 1936) es una cantante y actriz alemana, más conocida por su participación en el Festival de la Canción de Eurovisión 1967 y por ganar la primera edición del Festival Internacional da Canção en 1966.

## Carrera
Brück comenzó su carrera cantando junto a la Orquesta de Baile Erwin Lehn, donde el pianista alemán Horst Jankowski consiguió que ella pudiera aparecer en la televisión junto a Hans-Joachim Kulenkampff, por lo que después pudo obtener un contrato discográfico. En 1957, ella lanza el exitoso sencillo ""Peter, komm heut' abend zum Hafen", una versión de la popular canción "Green Door", que llegó hasta el puesto #7 en los charts Alemanes. A finales de los años 1950s y a comienzos de los 1960s, ella hizo numerosas apariciones en televisión, en musicales y en el teatro, además de diversas giras junto a orquestas como las de Jankowski y Hazy Osterwald.
Luego de obtener la victoria en el Festival Internacional de la Canción de Brasil en 1966, Brück fue seleccionada por la radiodifusora Norddeutscher Rundfunk para representar a Alemania en el Festival de la Canción de Eurovisión 1967. La canción, «Anouschka» fue elegida internamente por el canal. Finalmente, la canción obtuvo el 8° puesto con 7 puntos.
Posterior a su participación en Eurovisión, Brück decidió dedicarse a la actuación, y en 1970 protagonizó una serie de solo 13 episodios para la cadena de televisión Alemana ZDF, llamada Miss Molly Mill. Desde la década de 1970, Brück se ha dedicado a la realización de canciones con contenido religioso. Ella es miembro de una iniciativa llamada Künstler für Christus (Artistas para Cristo) junto a Katja Ebstein y Peter Horton, también participantes de Eurovisión.